# 石水渓

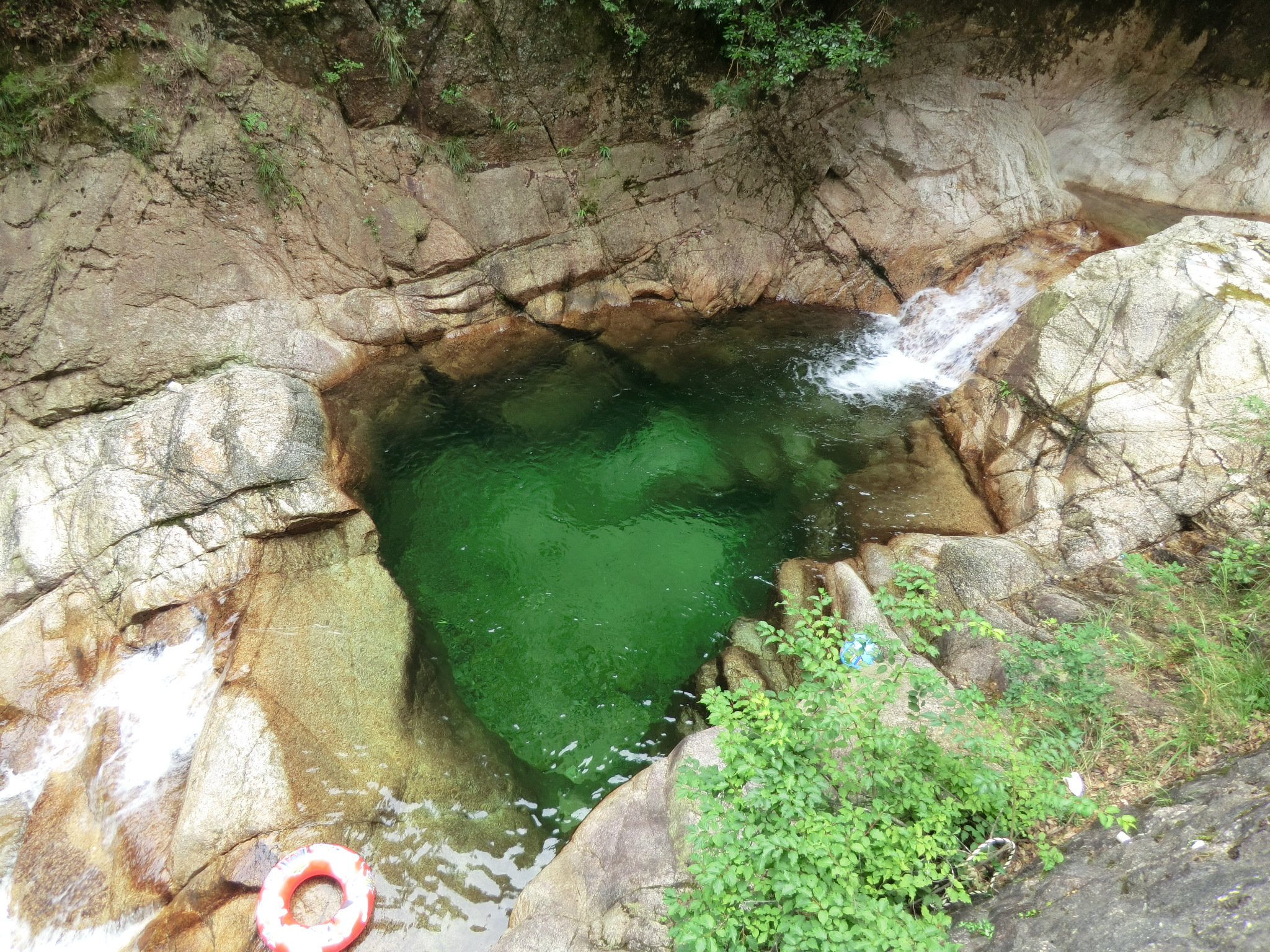
石水渓の小さな滝

石水渓（せきすいけい）は、三重県亀山市を流れる鈴鹿川支流、安楽川上流の渓谷。

## 概要
鈴鹿山脈の一峰である仙ヶ岳南麓から花崗岩の岩間を縫って清冽な水が流れる。清流で知られ、一帯はカジカ、サンショウウオといった水生生物が棲み、シャクナゲが咲く。また、市内随一の観光地でもあり、キャンプ場が置かれているほか、東海自然歩道も通り、ハイカーが多く訪れる。それによるゴミの投棄など環境悪化が問題化されていたが、近年は近所の住民や学校行事などを通して美化運動が進められている。三重県道302号亀山停車場石水渓線がJR西日本・JR東海 亀山駅から通じていて、県道の指定はこの付近で終点となっている。そこから続きは東海自然歩道に指定された舗装された道路で、そこを上ると安楽峠に至り、滋賀県甲賀市土山町山女原（あけびはら）に出る。